# Дипломатический протокол

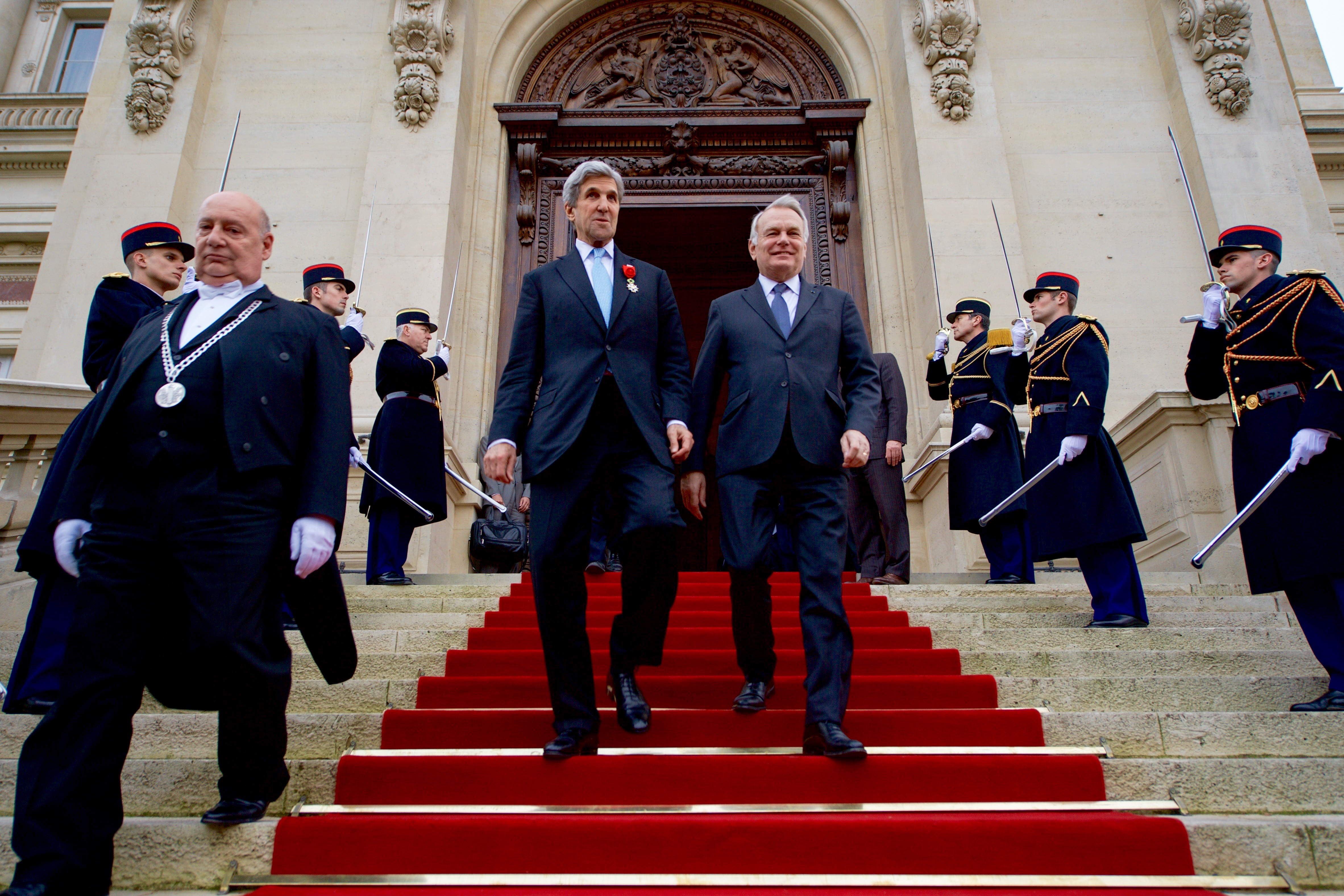
Государственный секретарь США Джон Керри и министр иностранных дел Франции Жан-Марк Эро выходят из здания министерства иностранных дел Франции на набережной Орсе после награждения Керри орденом Почётного Легиона, 2016 год

Дипломатический протокол (др.-греч. πρωτόκολλον) — совокупность общепринятых правил, традиций и условностей, соблюдаемых правительствами, ведомствами иностранных дел, дипломатическими представительствами, официальными лицами в международном общении.

## Понятие дипломатического протокола
В средние века под термином «протокол» понимались правила оформления документов и ведения архивов.
Позже слово «протокол» стало употребляться применительно к дипломатии и дипломатической службе. Расширялось и его содержание: помимо правил оформления дипломатических документов к дипломатическому протоколу стали относить вопросы этикета и церемониала. И теперь, дипломатический протокол из года в год претерпевает изменения под воздействием политических причин, достижений науки, техники и факторов международной жизни.

## История дипломатического протокола
Нормы дипломатического протокола — это не изобретение какой-то одной страны или группы дипломатов, а итог многовекового общения государств. Протокол — категория историческая.
С незапамятных времен человеческий опыт накапливал и отбирал из бесконечных повторений поведения те правила, условности и традиции, которые отвечали интересам поддержания общения. С появлением государств и с развитием связей между ними стали складываться нормы общения, включая протокольные. В процессе исторического развития протокол претерпевал глубокие изменения, но всегда за условностями церемониала стояли вопросы большой политики государств, престижа верховной власти.
Дипломатический протокол по своему назначению является международной категорией. Его основные нормы должны соблюдаться более или менее одинаково всеми государствами. Вместе с тем дипломатический протокол каждой страны имеет свои особенности. Государства вносят в него поправки, изменения и дополнения, исходя из социально-экономического строя, идеологии, национальных особенностей и исторических традиций.
В настоящее время обязательное четкое соблюдение норм дипломатического протокола необходимо, когда происходит признание новых государств, установление дипломатических отношений, когда назначаются главы дипломатических представительств, вручаются верительные грамоты, осуществляются дипломатические визиты, проводятся беседы, переговоры, подписываются договоры и соглашения и т. д.
Но в последнее время принимаются во внимание тенденции, которые наблюдаются в международной протокольной практике: сделать нормы протокола более простыми и удобными.
Правила международной вежливости не имеют обязательной силы. Но, как свидетельствует международная протокольная практика, государства и дипломаты стремятся соблюдать их. Ведь в ходе международного общения встречаются представители различных суверенных государств, они могут иметь различные (иногда конфликтующие, непримиримые) идеологические, религиозные взгляды, политические установки, моральные принципы и т. п.
Правила протокола делают их контакты возможными, а общение — приятным.
Известный французский дипломат Жюль Камбон писал:
Знать страну — значит проникнуться её духом, жить в атмосфере её идей и научиться понимать связь её внешней политики с внутренним положением…
Правила протокола в настоящее время кажутся несколько старомодными. Но не соблюдать их так же глупо, как не снимать шляпу при входе в церковь или обувь при входе в мечеть.
В сущности, не все уж так бессмысленно в этих торжественных пустяках...

### Россия: исторический обзор становления дипломатического протокола
Примеры становления дипломатического протокола, или, как его называли в прошлом, «посольского обычая», содержит история Русского государства XV—XVII веков. В этом «обычае» было много своеобразия.
Все составные части этого «обычая» были переосмыслены с учетом необходимости укрепления престижа Русского государства. Даже одежда царя, в которой он принимал иностранных послов, имела смысловую нагрузку.
История отмечает, что при царствовании Ивана Грозного в 1561 году был создан Посольский приказ.
Въезд иностранного посла в Московское государство становился событием большого политического значения. Так, на границе государства посла встречали специально посланные царские слуги. Они сопровождали его до Москвы, обеспечивали питание, ночлег. Причем маршрут разрабатывался таким образом, чтобы посол мог видеть многолюдные города, деревни. А перед въездом в Москву устраивалась пышная встреча. Окруженный эскортом посол въезжал в Кремль.
Прием иностранных послов во дворце царем в России обставлялся особым церемониалом, подчеркивавшим величие и престиж царской власти. Рядом с престолом московского царя стояла пирамида знаков царской власти. Сам царь восседал на троне в «саженой», то есть усаженной золотом и самоцветами, шубе, с золотыми цепями на груди. «Большое» царское платье было неимоверно тяжелым. Если Иван Грозный выдерживал его вес, то более хилый Фёдор Иоаннович и больной Борис Годунов в последние годы с трудом выносили долгую аудиенцию.
Особую роль в церемониале играло целование послами руки царя. Рукопожатия практиковались лишь в отношениях с равными. Цари личных переговоров с послами не вели.
Иван IV через бояр заявил английскому послу Дж. Боусу в 1584 году:
У нас издавна того не ведетца, что нам, великим государем, самим с послы говорити.
Выход Российского государства на международную арену потребовал дальнейшей разработки норм дипломатического протокола. Царь Пётр I, «прорубая окно в Европу», среди многих великих дел — изменение структуры государственного аппарата, строительство флота и формирование регулярной армии, создание дипломатической службы — заложил своими указами и новые нормы дипломатического протокола и этикета.
За новыми нормами протокола и этикета скрывались большие политические цели, которых добивался Пётр I: поднять престиж Русского государства, сломать сложившееся на Западе представление о России как «варварской» стране, а о русском народе — как отсталом и некультурном.
Отсутствие общепринятых норм протокола в период становления и расцвета в ряде стран Европы феодально-абсолютистских монархий создавало немало поводов для серьёзных конфликтов. За внешними мелочами церемониала скрывались серьёзные проблемы государств, их политики, престижа верховной власти. Попытки кодифицировать дипломатические нормы и церемониал терпели неудачу, а то, что удавалось сделать, было непрочным и недолговечным.
Необходимость систематизации норм дипломатического протокола ощущалась уже в далеком прошлом. В России, например, в 1747 году был выработан «Церемониал для чужестранных послов при императорском всероссийском дворе». Это был первый правительственный акт, обобщавший и утверждавший сложившиеся нормы русского дипломатического протокола. В 1827 году были изданы «Высочайше утверждённые этикеты при императорском российском дворе». Определялся порядок встреч и проводов иностранных послов, аудиенций. Отменялся публичный въезд послов в столицу, чему в XV—XVII веках придавалось особое значение.

## Венская конвенция о дипломатических отношениях
В итоге больших усилий, разумных компромиссов в 1961 году государствам удалось выработать Венскую конвенцию о дипломатических сношениях.
Все государства мира, в том числе и те, которые формально воздерживаются от присоединения к Конвенции, соблюдают зафиксированные в ней нормы, а протокольные службы учитывают эти нормы в своей практической работе. В некоторых государствах Венская конвенция была инкорпорирована в национальные законодательства и стала рассматриваться ими как норма национального права. Другие страны предпочли дополнительно принять собственные законы с учетом обязательств, вытекающих из положений Венской конвенции.
Признавая и соблюдая основные общепринятые нормы международной практики, российский протокол не делает различия между представителями больших и малых стран, не допускает никакой дискриминации по национальному и иному признаку. Ему чужды излишняя помпезность, но характерны политическая целесообразность, демократичность, деловитость, стремление к новаторству, гибкость, уважение традиций другой стороны.
В России, а теперь и во многих других странах, при вручении послами верительных грамот отменено чтение речей. Более демократичным стал подход к форме одежды дипломатов на церемонии вручения верительных грамот. Постепенно отмирает практика участия дипломатического корпуса в проводах окончательно отъезжающего посла или при его встрече. Упрощается церемония встречи высоких гостей. Исключением являются случаи, связанные с национальными традициями, во время пребывания высокого гостя в стране с государственным визитом. Отпала практика организации ответного протокольного мероприятия со стороны гостя.
В дипломатическом протоколе, как и в дипломатии, «все течет, все меняется». Об этом говорят хотя бы введение в России понятия «негосударственный визит», существенное изменение дипломатического протокола при приеме делегаций.

## Основные протокольные мероприятия и этикет
Дипломатический протокол и его правила являются историческими категориями, которые возникли и развивались одновременно со всем комплексом дипломатической службы.
Они возникли и развиваются не в результате решений каких-то лиц и их желаний, а как необходимость, обязательное условие реализации успешной дипломатической практики.
Дипломатический протокол включает в себя этикет и церемониал.
- Этикет — совокупность правил, поведение дипломатов и других официальных лиц в ходе различных дипломатических мероприятий (переговоры, визиты, приемы). Включает в себя нормы и обычаи, связанные с культурой поведения, культурой быта, общения и т.д.
- Церемониал — установленный порядок проведения торжественного официального акта (встречи глав государств и т.п.).

### Дипломатические приёмы
Дипломатические приемы играют важную роль в дипломатической службе; на них решаются как представительские задачи, так и информационные, специальные.
Приемы проводятся в связи с важными событиями и в порядке повседневной деятельности, как центральных органов внешних отношений, так и дипломатических представительств.
В дипломатическом протоколе приёмы делятся на дневные и вечерние, приемы с рассадкой и без рассадки за столом, с супругами и без них. Сегодня наиболее широкое распространение получили следующие виды приемов: завтрак, обед, ужин, шведский стол (обед-буфет), а также приемы типа фуршет и коктейль.

#### Завтрак
Завтрак обычно устраивают для ограниченного числа лиц. Завтрак устраивают между 12 и 15 часами.
Прибывших гостей по возможности встречают в помещении, отдельном от того, где накрыт стол. Там предлагаются соки, минеральная вода, орешки, маслины и другие лёгкие закуски.
В это время приглашенные знакомятся друг с другом, между ними завязываются знакомства, намечаются темы бесед. Затем гостей приглашают к столу.
Меню завтрака составляют с учетом национальных вкусов приглашенных. Обычно оно включает в себя: одну-две холодные закуски, одно горячее рыбное блюдо, одно мясное и десерт. Первые блюда (супы) на завтрак подавать не принято. Иногда в ходе завтрака подают сухие вина, а в конце — шампанское, кофе, чай.
Завтрак обычно продолжается час-полтора, из них за столом гости проводят около часа, и только 30 минут за кофе и чаем, который подают после основной части. Инициатива завершения завтрака (также как обеда и ужина) принадлежит хозяину приёма. Но в некоторых странах она может исходить от старшего (по положению) из гостей.

#### Обед
Обед считается одним из самых торжественных и почетных видов приема. Он подчеркивает важность события по поводу которого он устраивается. Обед проводится между 19 и 21 часами. Часто на обед гостей приглашают вместе с супругами.
Меню обеда обычно более обильно по сравнению с завтраком. В нем обязательно присутствует первое блюдо. Подача напитков та же, что и на завтраке. Обед обычно длится два-три часа и даже дольше. После стола, за которым гости находятся примерно полтора часа, все переходят в другое помещение, где подают чай и кофе и ведутся беседы. Иногда чай и кофе могут быть поданы и за обеденным столом.

#### Ужин
Ужин начинается в 21 час и позднее. От обеда он отличается, главным образом, временем начала. Первое блюдо может не подаваться.

#### Другое
Это наиболее распространенные виды приемов, их устраивают по самым различным поводам. В зависимости от помещения, которыми располагают устроители, на них обычно приглашают большое число гостей. Организуют эти приемы между 17 и 21 часами.
Фуршет и коктейль проводятся без рассадки, а шведский стол предполагает свободную рассадку за небольшими столами по 4—6 человек. Гости набирают закуски, берут напитки со специальных столов и буфетов и садятся по своему усмотрению за один из небольших столов. В приглашениях на такие приемы указывают время их начала и окончания.
Если на обед, завтрак, ужин принято прибывать точно в назначенное время, то на эти виды приемов некоторое опоздание вполне допустимо и не считается нарушением этикета. Но покидать прием раньше второго часа после его начала не рекомендуется. Если же при определенных условиях необходимо покинуть прием гораздо раньше, то гость выражает хозяину сожаление по поводу того, что он не может остаться дольше, извиняется, благодарит за прием и уходит.

### Визиты
Нанесение визитов, поддержание контактов, связей является профессиональной обязанностью дипломата. Визиты являются активной формой дипломатической работы.
Все визиты делятся на:
- протокольные и для поддержания контактов
- деловые.

Протокольные визиты наносят как главы дипломатических представительств, так и все остальные дипломатические работники, а также их супруги. Формально считается, что в ходе протокольных визитов не обсуждаются конкретные деловые вопросы. Он длится около 20 минут.
Случаи и порядок проведения визитов определяются и регулируются правилами дипломатического протокола.
Деловой визит может иметь место как по инициативе дипломата, так и представителя страны пребывания. В ходе этого визита обсуждаются деловые вопросы. Деловой визит может длиться несколько часов.
Каждое государство, руководствуясь внутренним законодательством и национальными традициями, имеет свою классификацию визитов. Но, несмотря на эти различия, обобщая практику составления визитов, можно выделить следующие их виды:
1. Государственный визит.
2. Официальный визит.
3. Рабочий (деловой) визит.
4. Встреча «без галстуков».
5. Неофициальный визит.
6. Визит проездом.
7. Прибытие делегации или государственных деятелей на юбилейные мероприятия или по случаю знаменательного события.

Каждый из перечисленных визитов имеет свои протокольные особенности. Так, например, официальный визит, по протоколу, делится на визит главы государства и главы правительства с предоставлением им соответствующих почестей.
Основные правила нанесения дипломатических визитов можно свести к следующему:
1. О дне и часе визита договариваются заранее. Обязательным и строгим протокольным правилом является точное соблюдение времени приезда на визит.
2. Необходимо строго выполнять протокольные нормы о форме одежды.
3. В ходе визита ведется беседа, к которой необходимо готовиться. Инициатива в беседе принадлежит хозяину.
4. Важно правильно посадить гостя. Почетным местом считается диван. Хозяин садится в кресло, стоящее слева от дивана, так, чтобы гость от него был по правую руку. Можно сесть на диван с гостем, но опять-таки слева от него. Гость садится после того, как сел хозяин.
5. В зависимости от местных условий во время визита подается кофе, чай, вино, легкое угощение.
6. Инициатива ухода с любого визита — протокольного или делового — всегда остается за гостем.

При нанесении протокольных визитов с точки зрения дипломатического этикета важное значение имеют обеспечение должностных лиц транспортными средствами, распределение в них мест и порядок их занятия.

### Памятные подарки и сувениры
Вручение памятных подарков (сувениров) в дипломатической службе практикуется во время протокольных визитов дипломатов, должностных лиц, при убытии на родину посла от имени дипломатического корпуса в стране пребывания, в период пребывания военных делегаций, визитов военных кораблей. Кроме того, принято дарить сувениры местным жителям и детям в ходе массовых мероприятий, а также участникам спортивных состязаний.
Сувениры должны отвечать определенным требованиям. Основные из них состоят в том, чтобы преподносимый предмет каким-либо образом не задевал или не оскорблял национальные или религиозные чувства человека, которому он предназначался, чтобы он был красив и со вкусом оформлен.
В качестве таких сувениров, предназначаемых для вручения должностным лицам, могут служить, например, выполненные на фарфоре эмблемы государств, государственных структур, организаций, обществ, различные модели и т. п.
Их либо вручают лично, либо посылают с курьером. В последнем случае к сувениру прилагают визитную карточку.
При вручении подарков должна учитываться стоимость, которая должна быть разумной и не ставить лицо, которому преподносят подарок, в неловкое положение. В то же время подарки должны соответствовать положению данного лица, а также обычаям страны пребывания.
Если сувениры и подарки вручаются в ходе визитов, то характер и число определяются в программе визита, предусматривая резерв на непредвиденные случаи.

## Мировая практика организации дипломатического протокола
Для выполнения многочисленных функций дипломатического протокола во всех странах создаются специальные службы. Структура этих служб может быть различной.
Сегодня в мире сложились две такие системы:
1. Децентрализованная или распределенная. По этой системе протокольные подразделения присутствуют в разных государственных институтах на разных уровнях власти и государственного управления. Это самая распространённая система (США, Великобритания, ФРГ, Япония).
2. Централизованная система, в соответствии с которой в стране создается основной координирующий орган, который проводит единую государственную политику в протокольном обеспечении международных контактов должностных лиц различного уровня. Примерами этой системы могут служить протокольные службы Франции и Италии.

Но это деление довольно условно. Часто в конкретной стране можно наблюдать элементы и той и другой системы.

## Россия: Департамент государственного протокола МИД РФ

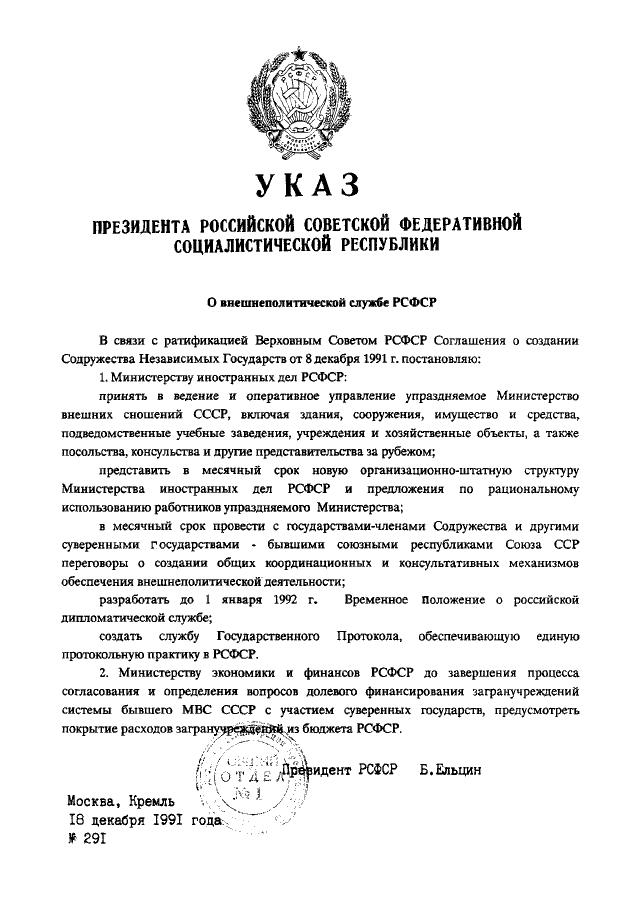
УКАЗ Президента РСФСР от 18.12.1991 № 291 «О ВНЕШНЕПОЛИТИЧЕСКОЙ СЛУЖБЕ РСФСР»

8 декабря 1991 года на Беловежской встрече глав БССР, РСФСР и УССР было принято решение о создании Содружества Независимых Государств.
18 декабря 1991 года последовал Указ № 291 Президента Б. Н. Ельцина о внешнеполитической службе РСФСР. В этом немногословном документе, разместившемся всего на одной странице, но открывшем новую главу в истории российского внешнеполитического ведомства, тем не менее нашлось место, чтобы подчеркнуть роль протокола и законодательно зафиксировать необходимость единообразного применения действующих протокольных норм на всей территории российского государства.
В Указе говорилось: «Создать Службу Государственного Протокола, обеспечивающую единую протокольную практику в РСФСР».
Управление Государственного Протокола МИД СССР было преобразовано в Службу, а затем в Департамент Государственного протокола МИД России. Созданы Управление Протокола Президента, Протокол Правительства; подразделения, занимающиеся вопросами протокола, появились в ряде министерств и ведомств, имеющих выход на международную арену, а также в администрациях субъектов Федерации.
Департамент государственного протокола Министерства иностранных дел РФ выступает в Российской Федерации в качестве единого государственного протокола.
Через него осуществляется протокольная деятельность ряда высших государственных органов. По вопросам, связанным с деятельностью Президента РФ, Департамент работает совместно со службой протокола Президента.
В своей деятельности Департамент руководствуется: Конституцией Российской Федерации, законами России, указами Президента, постановлениями и распоряжениями Правительства России, приказами, инструкциями и указаниями министра иностранных дел России.
По мнению бывшего посла Эстонии в РФ, Т. Матсулевича: "Российская дипломатия имеет многовековую традицию, российский протокол я считаю одним из лучших в мире. Протокольная служба России очень корректна...".

### Организационная структура
Департамент государственного протокола является структурным функциональным подразделением МИДa
Департамент состоит из следующих подразделений:
- Отдел по пребыванию дипломатического корпуса;
- Отдел визитов и делегаций;
- Отдел информационной работы с дипкорпусом, регистрации и правительственных телеграмм.

### Задачи Департамента государственного протокола МИД РФ
1. Обеспечение единой протокольной практики в Российской Федерации, контроль за соблюдением Венской конвенции о дипломатических и консульских представительствах иностранных государств на территории России.
2. Защита интересов Российской Федерации и её граждан при выполнении службой задач, связанных с пребыванием дипломатического корпуса, осуществление контроля за соблюдением иностранными дипломатами законов и правил Российской Федерации.
3. Участие в разработке предложений и осуществлении мероприятий протокольного и организационного характера, при визитах за границу Президента, Председателя Правительства РФ, министра иностранных дел, а также визитов государственных и правительственных делегаций, глав государств, глав правительств зарубежных стран, министров иностранных дел в Россию.
4. Контроль за составлением и направлением телеграмм от имени главы государства в связи с национальными праздниками и другими памятными датами иностранных государств.
5. Поддержание постоянных рабочих связей с дипломатическими представительствами России за рубежом, оказание им необходимой помощи в протокольной работе.
6. Поддержание деловых контактов с дипломатическими представительствами иностранных государств на территории России по вопросам, относящимся к компетенции Департамента.
7. Изучение и обобщение международной протокольной практики.

### Функции Департамента государственного протокола МИД РФ
Международная протокольная практика показывает, что служба дипломатического протокола хотя и может называться по-разному и иметь разную подчиненность, однако обеспечивает исполнение примерно одинакового объема обязанностей.
В соответствии с указом Президента Российской Федерации Департамент государственного протокола обеспечивает единую протокольную практику в России.
Исходя из перечисленных выше основных задач, Департамент государственного протокола:
1. Готовит по согласованию с другими подразделениями МИД документы по приему в Российской Федерации зарубежных делегаций на высшем и высоком уровне, разрабатывает проекты программ их пребывания и после соответствующего утверждения организует проведение протокольных мероприятий (встречи, проводы делегаций, возложение венков, завтраки, обеды, посещение театра и др.).
2. Организует аккредитацию глав иностранных дипломатических представительств.
3. Занимается вопросами дипломатических привилегий и иммунитетов иностранных дипломатических и административно-технических работников, а также их таможенными привилегиями.
4. Готовит верительные и отзывные грамоты послов Российской Федерации, направляемых за рубеж.
5. Осуществляет регистрацию персонала дипломатического корпуса и выдачу им соответствующих документов.
6. Участвует в рамках своей компетенции в урегулировании материальных претензий российских граждан и организаций к дипломатическим представительствам и их сотрудникам.
7. Организует представление дипломатического корпуса Президенту Российской Федерации, а также главам государств, прибывшим в Россию с официальными визитами (по их желанию).
8. Организует приглашение глав дипломатических представительств на мероприятия и церемонии государственного характера, а также на проводимые в России международные мероприятия (фестивали, выставки, ярмарки и т. п.).
9. Издает сборник «Дипломатический корпус в Москве».

Здесь перечислены лишь основные, наиболее важные функции. Практически ежедневно Департамент решает массу других больших и малых проблем.